# Tanagrzec
Tanagrzec (Rhodinocichla rosea) – gatunek średniej wielkości ptaka z rodziny tanagrzców (Rhodinocichlidae), której jest jedynym przedstawicielem; reprezentuje również monotypowy rodzaj Rhodinocichla. Występuje w północnej Ameryce Południowej i południowej Ameryce Północnej. Nie jest zagrożony wyginięciem.
Tanagrzec mierzy około 19–20 cm, przy masie ciała 43–52 g. Znamienną jego cechą są barwne gardło i pierś – zwykle barwy różanej u samca, a żółtobrązowej lub brązowej u samicy – oraz biała brew, niezaznaczona jednak wyraźnie u wszystkich spośród 5 podgatunków. R. rosea można spotkać w Meksyku, Panamie, Kostaryce oraz północnych: Kolumbii i Wenezueli; zasięg jest jednak mocno rozrzucony i nieciągły. Zarówno zagadnienie rozrodu, jak i odżywania się tego ptaka nie zostały jak dotąd dobrze poznane. Wiadomo, że tanagrzce odżywiają się głównie bezkręgowcami (prócz nich zjadają ziarno), a składają 1 lub 2 jaja. Mimo ubytku lasów w zamieszkiwanych przezeń krajach w ciągu ostatnich lat, tanagrzec uchodzi za gatunek najmniejszej troski, a stan populacji oceniony został przez BirdLife International na stabilny.

## Taksonomia

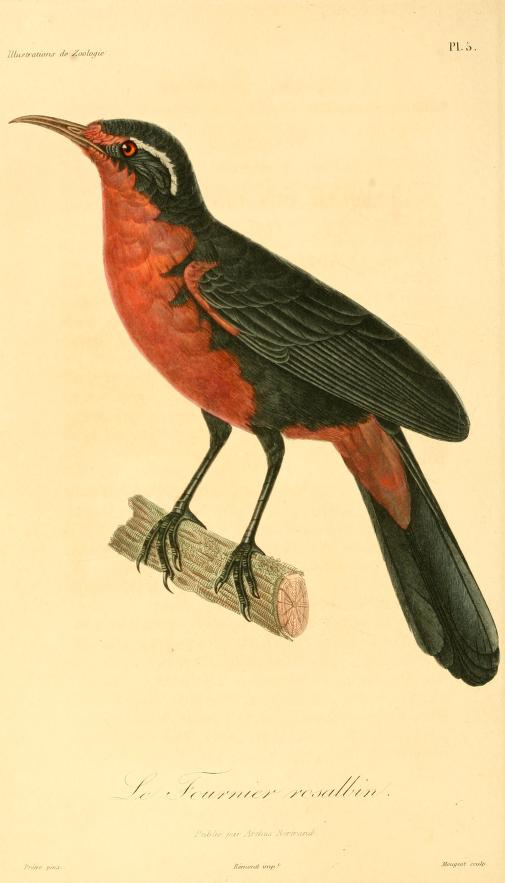
Ilustracja załączona do pierwszego opisu

Gatunek opisał po raz pierwszy René Primevère Lesson w 1832; opis ukazał się w Illustrations de zoologie, załączona była tablica barwna (po lewej). Nadał nowemu gatunkowi nazwę Furnarius roseus. Choć miejsce zebrania holotypu oznaczył jako Brazylię, jest to błędem, a holotyp pochodził w rzeczywistości z Caracas w Wenezueli.
Międzynarodowy Komitet Ornitologiczny umieszcza tanagrzca (2021) w rodzinie tanagrzców, w monotypowym rodzaju Rhodinocichla. Kwestia przynależności tanagrzca do określonej rodziny była długo przedmiotem kontrowersji. Pierwotnie Lesson uznał go za garncarza (Furnarius), Hartlaub w 1853 wydzielił go do osobnego rodzaju Rhodinocichla i przy okazji przeniósł z podrzędu pierwowróblowców do śpiewających; swoje spostrzeżenia opublikował na łamach Journal für Ornithologie. Tanagrzec bywał uznawany za strzyżyka, przedrzeźniacza i lasówkę (Parulinae) (dawniej Mniotilidae). Clark w 1913 zasugerował, że może on być spokrewniony z tanagrami ze względu na podobieństwo do Mitrospingus (który to rodzaj należy nie do tanagrów, a tanagrzyków). Skutch w 1962 zasugerował, że być może tanagrzec wymaga umieszczenia w osobnej rodzinie. Eisenmann (również 1962) opowiedział analizą systematyczną, wg której tanagrzec miał należeć do tanagr (Thraupidae). Nie jest to jednak analiza przekonująca, zważywszy na to, że wiele gatunków określonych przez niego jako spokrewnionych z tanagrzcem nie należy już do tanagr. Seutin i Birmingham w 1997 po przebadaniu MtDNA gatunku zasugerowali, że należy do rodziny trznadlowatych (Emberizidae). W 2014 ukazał się artykuł, w którym autorzy również opierają systematykę tanagrzca na badaniach DNA. Autorzy wydzielili rodzinę Rhodinocichlidae, blisko spokrewnioną z poświerkami (Calcariidae) i należącą do nadrodziny Emberizoidea.
Międzynarodowy Komitet Ornitologiczny wyróżnia 5 podgatunków, przy czym R. schistacea został pierwotnie opisany jako osobny gatunek. Autorzy Handbook of the Birds of the World wyróżniają te same podgatunki. Chronologicznie najnowszym opisanym jest R. r. beebei, którego holotyp zebrano 27 lutego 1940 roku w stanie Zulia (Wenezuela) na wysokości 1300 m n.p.m. Wcześniej, w 1918, ukazał się opis R. r. harterti autorstwa Carla Hellmayra; holotyp pochodził z okolic Bogoty. Podgatunek R. r. schistacea został opisany w 1878 przez Roberta Ridgwaya; autor nie wskazał holotypu, swój opis oparł na badaniu 4 okazów muzealnych. Przedstawicieli nowego podgatunku porównał do osobników z Panamy, uznając je za reprezentantów „formy typowej”. Ten kraj zamieszkują jednak przedstawiciele podgatunku nie nominatywnego, a R. r. eximia, który został opisany dopiero 24 lata później, również przez Ridgwaya.
Odizolowana populacja żyjąca w okolicach Acapulco w Meksyku była w 2004 reprezentowana przez 19 okazów muzealnych; autorzy Handbook of the Birds of the World uznają ją za przedstawiciela R. r. schistacea.

### Nazewnictwo
Nazwa rodzajowa Rhodinocichla pochodzi od greckich słów rhodinos (ῥοδινος) – różowy (rhodon, ῥοδον – róża) oraz kikhle (κιχλη) – drozd. Bywała zapisywana również jako Rhodinocincla lub Rhodocincla. Epitet gatunkowy rosea oznacza z łaciny „różany” (rodzaj żeński rzeczownika roseus). Alexander Skutch nazywał ptaka queo, co miało nawiązywać do jego głosu; nazwy tej używają również niemieccy i francuscy ornitolodzy.

## Morfologia

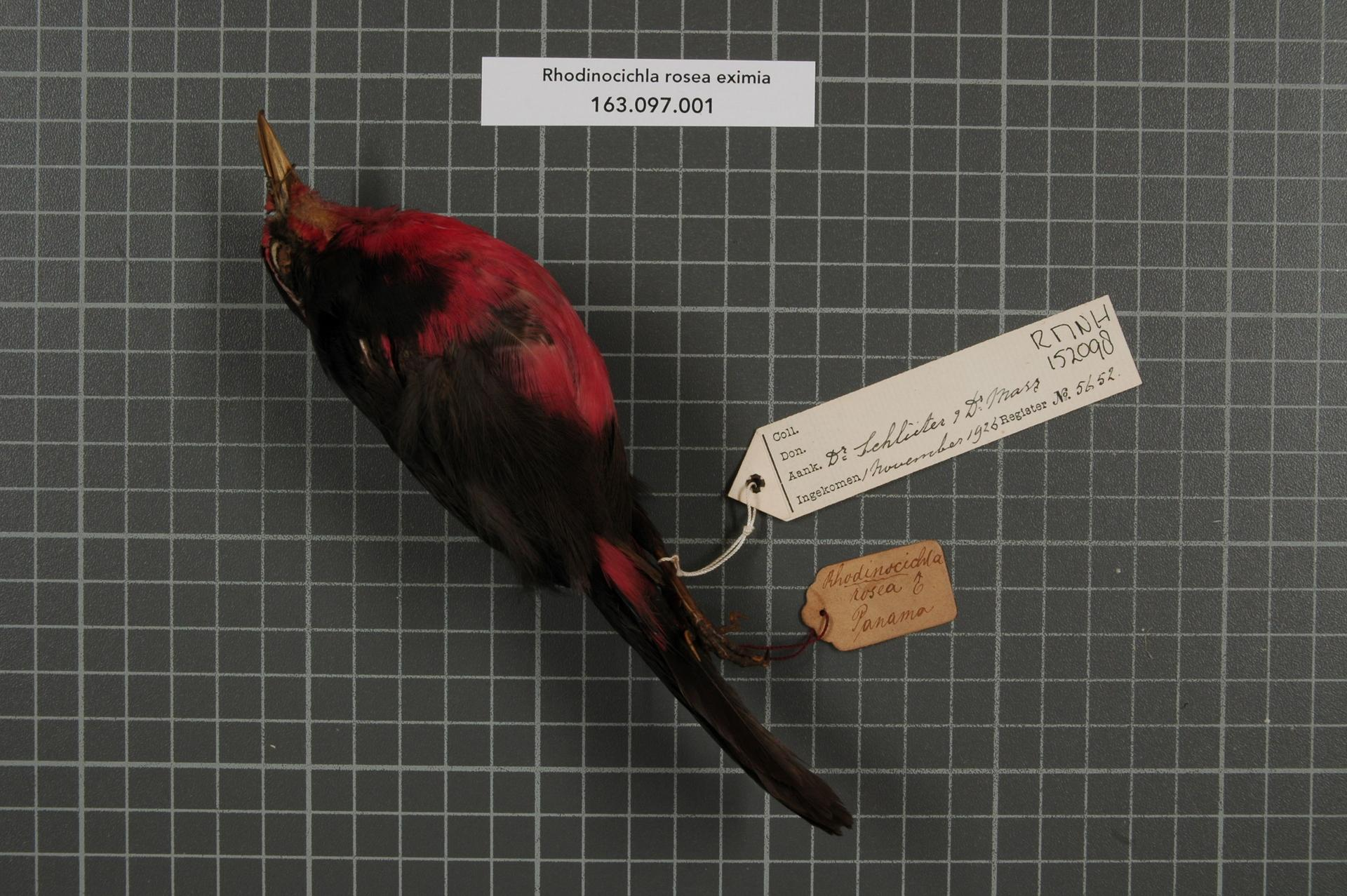
Podgatunek R. r. eximia – samiec

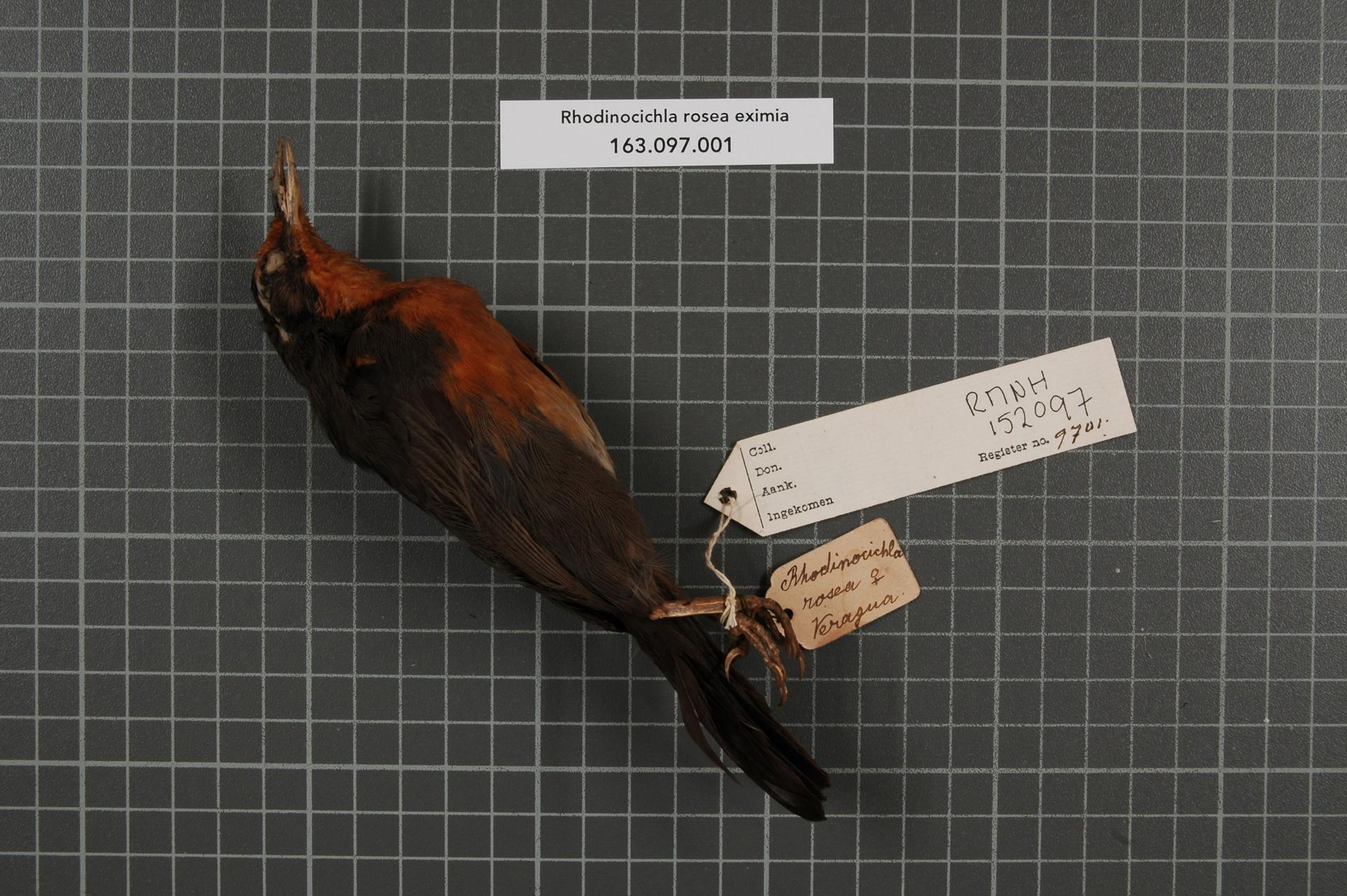
Podgatunek R. r. eximia – samica

Długość ciała u tanagrzców wynosi 19–21,9 cm, natomiast masa ciała około 43–52 g. U samca wierzch głowy i jej boki oraz wierzch ciała (grzbiet, kuper, skrzydła i sterówki) mają kolor ciemnoszary lub czarniawy (u przedstawicieli R. r. rosea łupkowoszary u ptaków obu płci). Kantarek ma barwę różaną, pióra bieleją ku tyłowi, przechodząc w jasną brew, sięgającą do górnej części pokryw usznych. Gardło i spód ciała w środkowych partiach mają kolor różany, zaś boki piersi i brzucha – czarniawy. Tęczówka brązowa. Górna szczęka ma kolor czarny, zaś żuchwa jasnoszary; zarówno górna szczęka, jak i żuchwa niekiedy mają ślady żółtego, jest to cecha zmienna wśród poszczególnych osobników. R. r. beebei wyróżnia się brakiem lub niepozornością białej brwi, podobnie niepozorna jest u R. r. harterti. Występuje dymorfizm płciowy w upierzeniu; samicę odróżnia głównie kolor barwnej plamy na piersi. W przypadku podgatunku nominatywnego pierś przybiera kolor różowoczerwony u samca, a żółtobrązowy u samicy. U R. r. schistacea pierś samca ma kolor intensywnie różowy (określony przez autorów jako electric pink), zaś samic – ciepły, żółtobrązowy odcień.  U samic podgatunku R. r. eximia pierś wyróżnia barwa brązowa (patrz: ilustracja po prawej).
Tanagrzca cechuje silny dziób niemal tak długi jak głowa; znajduje się na nim charakterystyczne wycięcie. Jego górna krawędź (culmen) przez pierwszą połowę dzioba biegnie prosto, następnie nieco zgina się. Podcięcie żuchwy nieznacznie wypukłe. Nozdrza mają niemal kolisty kształt. Pióra szczeciniaste u nasady dzioba występują w szczątkowej ilości. Skrzydła bardzo wyraźnie zaokrąglone. Tanagrzec ma 9 lotek I rzędu. W przypadku lotek I rzędu stosunek ich długości ma się następująco: 7≈6≈5≈4>8>≈1>9; ostatnia z lotek I rzędu, 9., jest krótsza od lotek II rzędu. Ridgway odnotował osobnika o nietypowej licznie sterówek (13, u R. r. schistacea). Ptaki z izolowanej populacji z okolic Apaculco cechuje przeciętnie płytszy dziób i, w przypadku samców, krótszy skok.
Szczegółowe wymiary przedstawiono w sekcji Podgatunki.

## Zasięg występowania
Tanagrzec występuje w kilku niepołączonych ze sobą obszarach na terenie południowo-zachodniego Meksyku, Ameryce Centralnej od Panamy po Kostarykę oraz w północnej Kolumbii i Wenezueli. BirdLife International szacuje zasięg na 148 tys. km². Do środowisk zamieszkiwanych przez R. rosea należą suche i półsuche lasy, ciernisty scrub (thorn forest), trzcinowiska, podszyt w różnych typach lasu. W Meksyku odnotowywany do 1000 m n.p.m., od 250 do 900 m n.p.m. w Kostaryce, od poziomu morza do 1200 m n.p.m. w Panamie, od około 100 m do 1700 m n.p.m. w Kolumbii i 100–1450 m n.p.m. w Wenezueli.

## Pożywienie
Odżywianie się tanagrzca jest słabo poznane. Wiadomo, że przedstawiciele gatunku żywią się owadami i, w mniejszym stopniu, materią roślinną. Żołądki dwóch ptaków odłowionych w lutym w okolicach Kanału Panamskiego zawierały twarde nasiona. Dwa inne żołądki ptaków z Panamy, należących do R. r. eximia, zawierały chrząszcze (przynajmniej 4 gatunki), nasiona (w tym twarda niełupka nieokreślonego ciborowatego) oraz duże, nieregularne i obłe na krawędziach ziarna piasku. Może to wskazywać na naziemny tryb życia. Wiadomo również, że do zjadanych przezeń chrząszczy należą Acalles (ryjkowcowate), tarczówkowate, prócz tego zjada mrówki, pajęczaki, a w żołądku jednego z ptaków znaleziono kość płaza bezogonowego. Skutch wspominał o tanagrzcach, które obserwował podczas pory suchej; przetrząsały one suche liście i inne elementy ściółki, zwracając na siebie uwagę szeleszczącymi dźwiękami.

## Tryb życia i zachowanie
Przeważnie tanagrzce przebywają w gęstych zaroślach, żerując, i niełatwo jest je ujrzeć. Poruszają się samotnie lub w parach. Według Skutcha na obecność tych ptaków wskazują najpierw głosy, a jego utrudnione przez gęste krzewy obserwacje ograniczały się do przelotnych spojrzeń. Według Eisenmanna tanagrzce trzymają się gęstego podszytu w cienistych lasach. Według Skutcha odzywają się one niekiedy rano, lecz przeważnie po południu, szczególnie podczas zachmurzenia. Pieśń tanagrzca to urozmaicone gwizdy, zapisanie przez Eisenmanna jako cho-oh, chowee lub wheeo-cheehoh, chweeoo i chee-oo (transkrypcja angielska). Skutch opisał pieśń jako krótką i zróżnicowaną, do tego sam głos jako pełny, miękki i niezwykle słodki. Nadmienił również, że ptak często powtarza pieśń kilka razy z rzędu w krótkich odstępach, tak jak to czynią niektóre przedrzeźniacze. Pieśni bywają również wykonywane w duecie przez ptaki z pary, często w stylu antyfonalnym. Zawołania są często cichsze, mogą być zapisane jako chowk lub hu-weep.

## Lęgi
Rozród słabo poznany. Według znanych doniesień, lęgi w Meksyku mają miejsce w czerwcu, w Kostaryce od stycznia do września, zaś w północnej Wenezueli w maju i czerwcu. Skutch opisał jedno gniazdo, które znalazł 16 kwietnia. Było umieszczone około metr nad ziemią na krzewie, między splątanymi gałęziami i winoroślami. Podstawę gniazda stanowiły patyki, reszta gniazda była zbudowana z głównych nerwów liści Calliandra similis. Wewnątrz znajdowały się dwa jaja o głównie białej skorupce; jedno miało u szerszego końca wianuszek z ciemnych plamek i kresek, zaś drugie upstrzone było ciemnymi kropkami rozlokowanymi w przypadkowych miejscach skorupki (poza cieńszym końcem). Wymiary jaj: 25,4 na 18,7 mm i 24,6 na 19,1 mm. Skutch obserwował również parę z dwoma młodymi w połowie lutego. Gniazdo odnalezione w Meksyku zawierało nie dwa, a trzy w połowie wyrośnięte pisklęta. Młodym opiekują się oba ptaki z pary. Brak informacji o okresie wysiadywania czy przebywania młodych w gnieździe.

## Podgatunki
Podgatunki zostały zaprezentowane w kolejności uznawanej przez Międzynarodowy Komitet Ornitologiczny.
| Podgatunek                             | Synonimy                                                                                                | Zasięg | Morfologia |
| -------------------------------------- | --- | --- | --- |
| R. r. schistacea Ridgway, 1878         | - Rhodinocichla schistacea (Ridgway, 1878)                                                              | zachodni Meksyk od południowego stanu Sinaloa na południe po zachodni Michoacán, izolowana populacja w Laguna Tres Palos (okolice Acapulco) | Wyglądem przypomina podgatunek R. r. eximia, jednak czerń na grzbiecie zastąpiona jest przez kolor łupkowy, na bokach zaś łupkowoszary. Skrzydła i ogon dłuższe, stopy mniejsze (długość środkowego palca 17–19 mm vs 18–21 mm u R. r. eximia). - Długość skrzydła: ♂♂ 86–90 mm, ♀♀ 83–85 mm; długość dzioba: ♂♂ 20–22 mm, ♀♀ 18–19 mm; długość ogona: ♂♂ 86,5–93 mm, ♀♀ 83–86 mm; długość skoku ♂♂ 24–26 mm, ♀♀ 25 mm |
| R. r. eximia Ridgway, 1902             | – | zachodnia Kostaryka (wschodnia prowincja San José) na południe po centralną Panamę (głównie u wybrzeża Pacyfiku, lokalnie u wybrzeży Morza Karaibskiego w prowincjach Coclé i Colón)                                                                               | W porównaniu do podgatunku nominatywnego ptaki są większe, z mocniejszym dziobem i zdecydowanie ciemniejszym upierzeniem. - Długość skrzydła: ♂♂ 83–88 mm, ♀♀ 77–82,5 mm; długość dzioba: ♂♂ 19,5–21,8 mm, ♀♀ 19–21,5 mm; długość ogona: ♂♂ 81–89 mm, ♀♀ 77–84 mm; długość skoku ♂♂ 26–28,5 mm, ♀♀ 26–29,5 mm |
| R. r. harterti Hellmayr, 1918          | – | Kolumbia (północna i zachodnia, u nasady Sierra Nevada de Santa Marta i zachodni departament La Guajira); do tego wschodnie stoki centralnych Andów w północnej części departamentu Tolima oraz zachodnie zbocza od Norte de Santander na południe do Cundinamarca | U obu płci wierzch ciała porastają pióra szare, zaś brew jest nieco zredukowana w stosunku do innych podgatunków; do tego dziób, ogon i skrzydła są stosunkowo krótkie. - Długość skrzydła: ♂♂ 86–89 mm, ♀♀ 79–82 mm; długość dzioba: ♂♂ 19,5–21 mm, ♀♀ 18,5–19,5 mm; długość ogona: ♂♂ 85,5–88,5 mm, ♀♀ 80–82 mm |
| R. r. beebei Phelps & Phelps Jr., 1949 | – | zbocza gór Serranía de Perijá (zarówno wschodnie, jak i zachodnie) na granicy kolumbijsko-wenezuelskiej | R. r. beebei odróżnia od wszystkich innych podgatunków R. rosea brak lub bardzo niepozorny wygląd białej brwi. Wymiarami podgatunek podobny do nominatywnego. - (5♂♂, 1♀) Długość skrzydła: ♂♂ 80–83 mm, ♀ 78 mm; długość dzioba: ♂♂ 22–24 mm, ♀ 22 mm; długość ogona: ♂♂ 76–82 mm, ♀ 76 mm |
| R. r. rosea (Lesson, 1832)             | - Furnarius roseus (Lesson, 1832) - Turdus vulpinus (Hartlaub, 1849) - R. rosea vulpina (Hartert, 1916) | północna Wenezuela w Sierra de San Luis, na południu stanu Lara i w nadbrzeżnych kordylierach (od Yaracuy na wschód po Dystrykt Stołeczny) | Opisana w sekcji Morfologia. - Długość skrzydła: ♂♂ 81–84 mm, ♀♀ 77, 79 mm; długość dzioba: ♂♂ 19–20,5 mm, ♀♀ 20 mm; długość ogona: ♂♂ 83–88 mm, ♀♀ 77 mm |

## Status zagrożenia
IUCN uznaje tanagrzca za gatunek najmniejszej troski (LC, Least Concern) nieprzerwanie od 1988. Liczebność populacji, według szacunków Partners in Flight z 2019, jest nie większa niż 50 tys. osobników, a jej trend jest umiarkowanie spadkowy. Według raportu FAO z 2011 (State of the World's Forests) powierzchnia lasów we wszystkich państwach, w których występuje tanagrzec, zmniejszała się przez ostatnie 20 lat. Tanagrzec występuje w kilku niewielkich obszarach chronionych, m.in. parkach narodowych Guatopo i Henri Pittier (Wenezuela).